# Faulbruch bei Erzhausen
Der Faulbruch bei Erzhausen ist ein Naturschutzgebiet (NSG-Kennung 1432028) auf den Gemarkungen der Gemeinden Erzhausen und Egelsbach in Südhessen. Es besteht aus drei benachbarten Teilflächen. Ein Teilbereich im Südosten steht außerdem als FFH-Gebiet Faulbruch von Erzhausen (Kennung DE-6017-306) unter Schutz.

## Naturschutzgebiet Faulbruch
Das Naturschutzgebiet wurde mit Verordnung vom 2. August 2001 ausgewiesen und umfasst eine Fläche von 65,75 Hektar.
Der Faulbruch (historisch auch: das Faulbruch) ist ein Wald- und Wiesengelände am Ostrand von Erzhausen. Der größte Teil des Faulbruchs befindet sich östlich der Bahnstrecke Frankfurt–Heidelberg; ein kleiner Teil befindet sich westlich der Eisenbahnlinie. Ein sehr kleiner Teil des nördlichen Schutzgebiets gehört zu Egelsbach. Der Faulbruch wird von der Kreisstraße 167 durchschnitten. Daneben gibt es auf dem Areal mehrere Waldwege.

## Geomorphologie und Ökologie
Der Faulbruch ist eine artenreiche, submontane Borstgrasweide auf Silikatboden. Daneben gibt es Pfeifengraswiesen auf kalkreichem, torfigen und tonig-schluffigem Boden (Molinion caeruleae).
Wahrscheinlich war der Faulbruch ursprünglich ein fast rein aus Schwarzerlen-Bruchwald und Grauweiden-Gebüsch aufgebauter Laubwald (Alnetea glutinosae). Der Faulbruch befindet sich auf einem Boden mit hochanstehendem, wenig schwankendem, aber langsam ziehendem, basenreichem Grundwasser. Die herangeführten Basen neutralisieren die von anaerob lebenden Bodenorganismen erzeugten Säuren und ermöglichen so eine weitgehende Zersetzung der organischen Pflanzenreste durch Bakterien und Regenwürmer. Der mehrere Zentimeter mächtige Bruchwaldtorf (Bruchwaldfehn) aus Holz- und Zapfenresten lässt kaum noch Pflanzenstrukturen erkennen. Im Frühjahr, noch vor Beginn der Vegetationsperiode, kann es zu Überschwemmung und länger anhaltender Vernässung des Faulbruchs kommen. Die nachfolgende, zumindest oberflächliche Austrocknung des Bodens ist im Hinblick auf die Stickstoffmineralisation und die Sauerstoffversorgung eine wesentliche Voraussetzung für die Ansiedlung der flachwurzelnden Schwarzerle.
Im Bruchwald selbst lässt der hochanstehende Grundwasserspiegel anstelle typischer Laubwaldarten im Unterwuchs Sumpfpflanzen der Nasswiesen und Röhrichte aufkommen. Der Baumbestand ist nach heutigen Gesichtspunkten forstwirtschaftlich wertlos. Der Faulbruch wird teilentwässert; wodurch ein Teil des naturschützerisch wertvollen Feuchtbiotops verloren geht.

## Der Faulbruch heute
Der Faulbruch ist heute kein reiner Schwarzerlen-Bruchwald mehr. Ein Großteil des Areals ähnelt einem teilentwässerten Mischwald mit Waldwiesen. Er besteht aus: (Stand 2015.)
- Bodensaure Buchenwälder 35,1 %
- Bruch – und Sumpfwälder 18,1 %
- Forstlich stark geprägte Laubwälder 1,1 %
- Sonstige Nadelwälder 20,3 %
- Mischwälder 4,3 %
- Schlagfluren und Vorwald 0,3 %
- Waldränder 1,3 %
- Gehölze feuchter bis nasser Standorte 0,7 %
- Temporäre Gewässer und Tümpel 0,2 %
- Röhrichte 0,4 %
- Feuchtbrachen und Hochstaudenfluren 0,2 %
- Grünland frischer Standorte 0,4 %
- Grünland feuchter bis nasser Standorte 10,3 %
- Grünland wechselfeuchter Standorte 4,3 %
- Übrige Grünlandbestände 2,2 %
- Borstgrasrasen 0,6 %
- Ausdauernde Ruderalfluren frischer bis feuchter Standorte 0,2 %

## Gewässer
Der Faulbruch wird über folgende Gewässer entwässert:
- Hegbach (auch: Heegbach)
- Bach von Erzhausen (auch: Gänswiesenbach)
- Wildgraben (auch: Wilder Graben)

## Waldwiesen
Im Naturschutzgebiet Faulbruch gibt es folgende Waldwiesen:
- Bauerswiese (49° 57′ 3,6″ N, 8° 39′ 30,6″ O)
- Sauwiese (49° 56′ 55,7″ N, 8° 39′ 19,8″ O)
- Faulbruchwiese (49° 56′ 44,5″ N, 8° 39′ 13″ O)

## Fauna
Seltene Tiere im Faulbruch sind:
- Die Schmetterlingsart Russischer Bär (Euplagia quadripunctaria)
- bis 2001: Dunkle Wiesenknopf-Ameisenbläuling (Maculinea nausithous)

## Flora
Seltene Pflanzen im Faulbruch sind:
- Borstgras
- Pfeifengräser
- Grau-Weide
- Schwarz-Erle

## Toponyme
Folgende historische Namensformen sind bekannt:
- 1497: Im faulen bruch
- 1658: im fauhl Bruch
- 1767: im faulen Bruch
- 19. Jahrhundert: Das Faulbruch
- kopial 20. Jahrhundert
- kopial 21. Jahrhundert

## Etymologie
- Faul: Zu althochdeutsch (ahd.) fûl und mittelhochdeutsch (mhd.) vûl, faul, verfault. Es handelt sich um unfruchtbare, sumpfige Flurstücke.
- Bruch: Zu ahd./mhd. bruoch st. N. M. „Moorboden, Sumpf“. Die Namen erinnern an feuchten Wiesengrund.